# Waiting for the Sirens' Call
Waiting for the Siren's Call é o oitavo álbum de estúdio da banda New Order, lançado em 2005.

## Faixas
Todas as faixas por New Order, exceto onde indicado
| N.º | Título                                              | Compositor(es)                 | Duração |  |
| 1.  | "Who's Joe?"                                        |                                | 5:43    |  |
| 2.  | "Hey Now What You Doing"                            |                                | 5:13    |  |
| 3.  | "Waiting for the Sirens' Call"                      |                                | 5:40    |  |
| 4.  | "Krafty"                                            |                                | 4:33    |  |
| 5.  | "I Told You So"                                     |                                | 5:58    |  |
| 6.  | "Morning Night and Day"                             |                                | 5:08    |  |
| 7.  | "Dracula's Castle"                                  |                                | 5:38    |  |
| 8.  | "Jetstream"                                         | New Order, A. Lynch e S. Price | 5:21    |  |
| 9.  | "Guilt Is a Useless Emotion"                        |                                | 5:37    |  |
| 10. | "Turn"                                              |                                | 4:33    |  |
| 11. | "Working Overtime"                                  |                                | 3:27    |  |
| 12. | "Guilt Is a Useless Emotion [Mac Quayle Vocal Mix]" |                                | 6:29    |  |

## Posição nas paradas musicais
| Parada (2005)                            | Melhor posição |
| ---------------------------------------- | -------------- |
| Austrália (ARIA)                         | 15             |
| Áustria (Ö3 Austria Top 40)              | 38             |
| Bélgica (Ultratop Flandres)              | 32             |
| Bélgica (Ultratop Valônia)               | 21             |
| Canadá (Nielsen SoundScan)               | 29             |
| Dinamarca (Hitlisten)                    | 24             |
| Países Baixos (Dutch Charts)             | 52             |
| European Albums (Billboard)              | 6              |
| Finlândia (Suomen virallinen lista)      | 34             |
| França (SNEP)                            | 22             |
| Alemanha (Offizielle Deutsche Charts)    | 14             |
| Irlanda (IRMA)                           | 19             |
| Itália (FIMI)                            | 37             |
| Japão (Oricon)                           | 21             |
| Nova Zelândia (RMNZ)                     | 19             |
| Noruega (VG-lista)                       | 11             |
| Escócia (Official Scottish Albums)       | 5              |
| Espanha (PROMUSICAE)                     | 45             |
| Suécia (Sverigetopplistan)               | 7              |
| Suíça (Schweizer Hitparade)              | 44             |
| Reino Unido (Official Albums Chart)      | 5              |
| Estados Unidos (Billboard 200)           | 46             |
| Estados Unidos (Dance/Electronic Albums) | 1              |

| Parada (2005)                                          | Posição |
| ------------------------------------------------------ | ------- |
| Estados Unidos (Billboard Top Dance/Electronic Albums) | 13      |